# Géographie du Vanuatu
Le Vanuatu, autrefois nommé Nouvelles-Hébrides, est situé en Océanie, dans l'archipel des Nouvelles-Hébrides, qu'il occupe entièrement.

## Topographie
Composé de plus de 80 îles dont 65 sont habitées, le pays totalise plus de 2 500 kilomètres de côtes. Les îles montagneuses avec des plaines côtières basses sont d'origine volcaniques. Les pays voisins sont les Salomon et la Nouvelle-Calédonie.
Le point culminant du Vanuatu est le mont Tabwemasana avec 1 877 mètres d'altitude situé sur l'île d'Espiritu Santo, la plus grande de l'archipel.

## Climat
Le climat est tropical, modéré par les alizés de sud-est de mai à octobre. Des cyclones tropicaux apparaissent fréquemment de décembre à avril et l'activité volcanique entraîne parfois des séismes.

## Ressources naturelles
Le manganèse, le bois et les poissons sont les ressources principales. En 1993, 75 % de la surface du pays était couverte de forêts tandis que 10 % était consacrée à l'agriculture et 2 % aux pâturages. La majorité de la population n'a pas accès à l'eau potable .

### Source
- (en) CIA, The World Factbook, consulté le 15 mars 2007.